# Rosettfönster

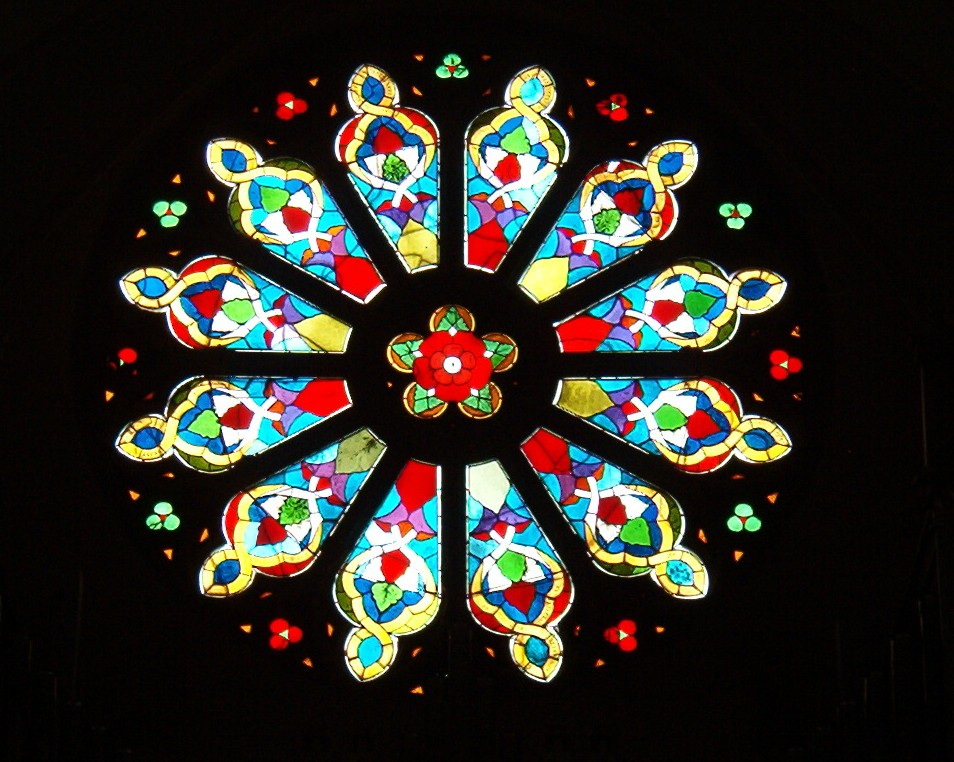
Rosettfönster i Oscar Fredriks kyrka i Göteborg.

Ett rosettfönster är ett stort runt fönster, som regel i en gotisk kyrkofasad. 
Det innehåller vanligtvis glasmålningar. Namnet kommer av att dessa runda fönster ofta har sektioner som påminner om rosenblad; fönster som endast är runda, och inte anknyter till gotiken, rosformen eller har färgat glas, kallas i stället oculus, rosettfönstrets föregångare. Rosettfönster finns framför allt i franska katedraler från medeltiden. Romanska runda fönster kallas ibland hjulfönster eller Katarinafönster, och förekommer typiskt i tyska och italienska katedraler från medeltiden.

## Bilder

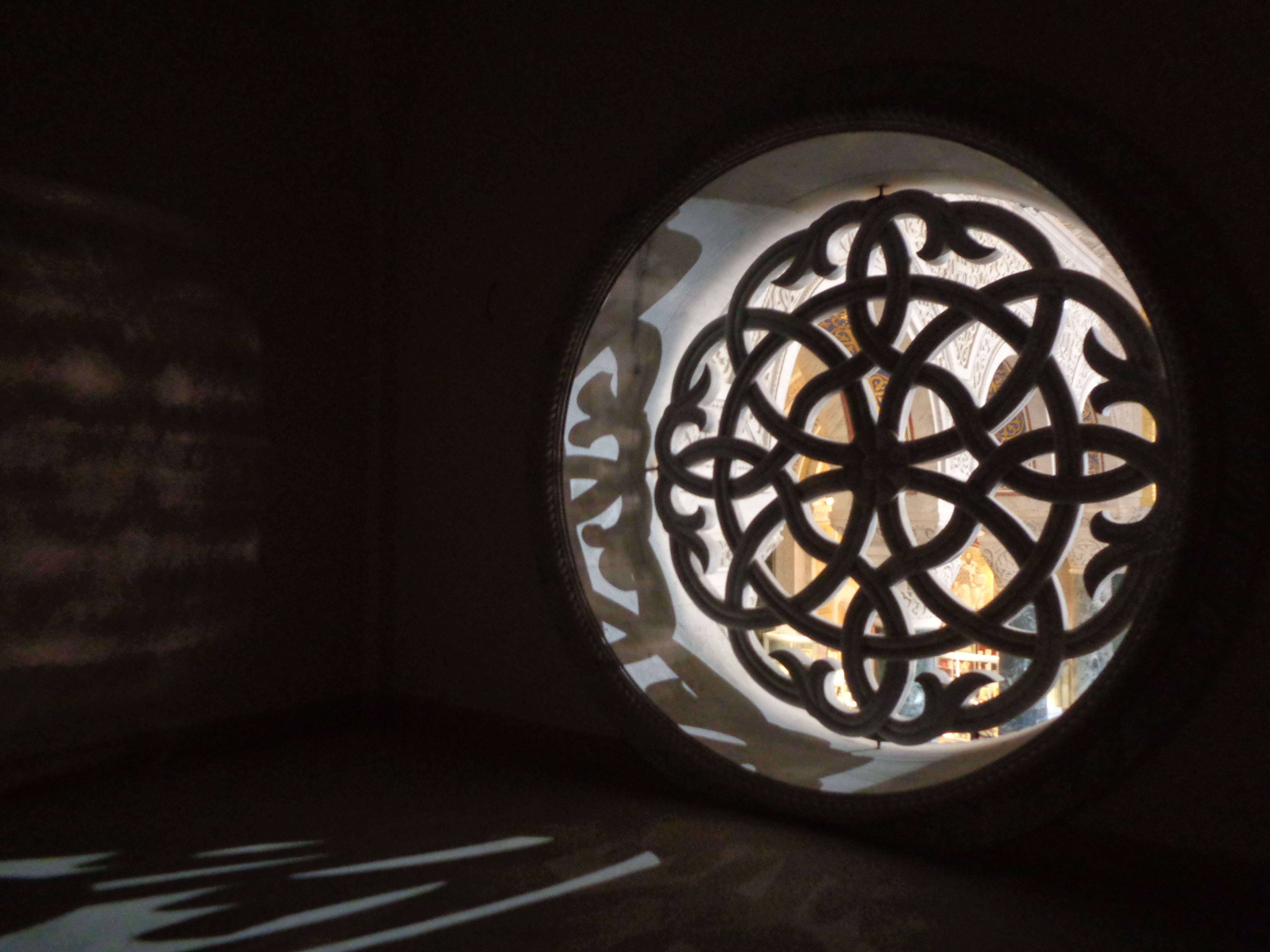
Sankt Savas kyrka i Belgrad, Serbien.
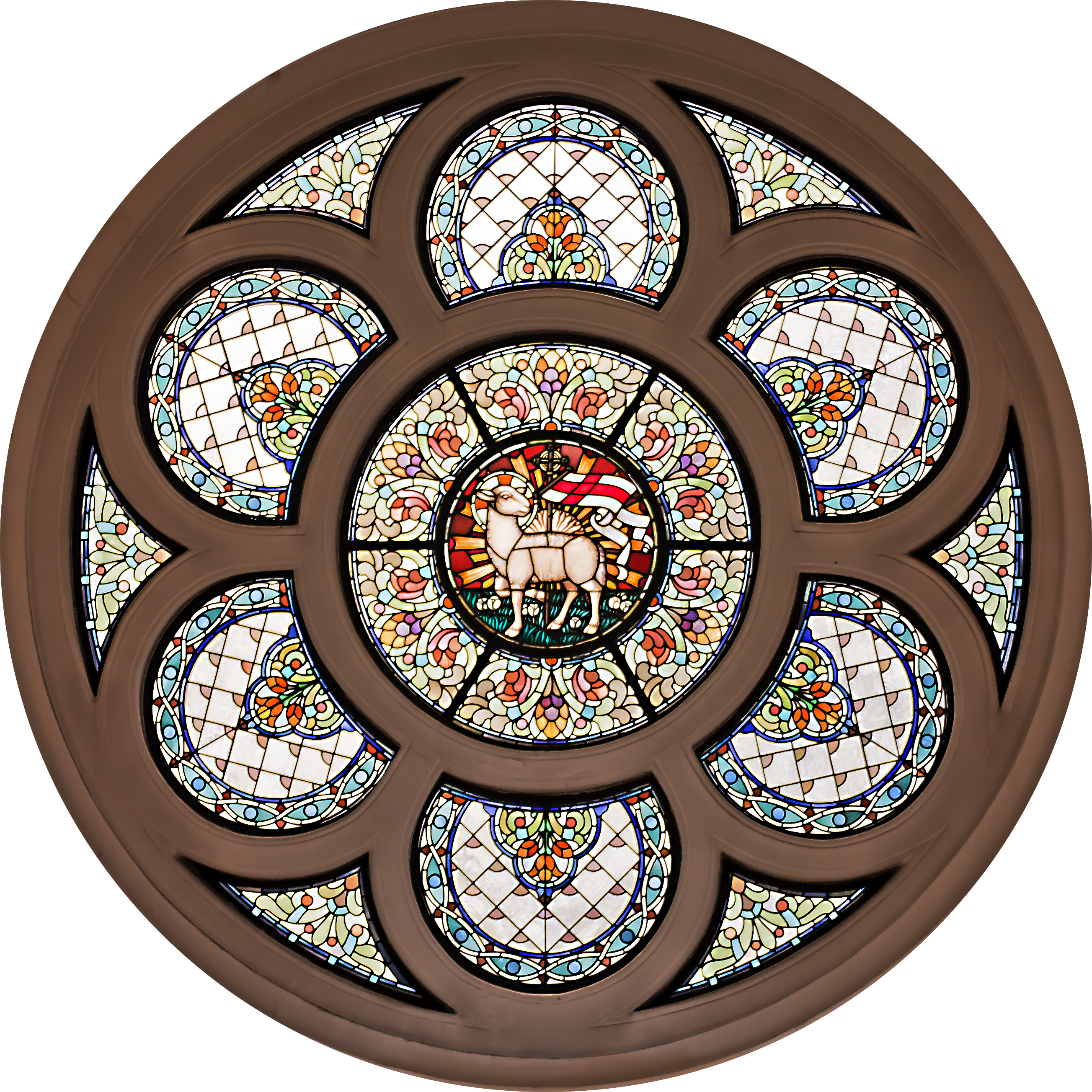
Hässleholms kyrka.
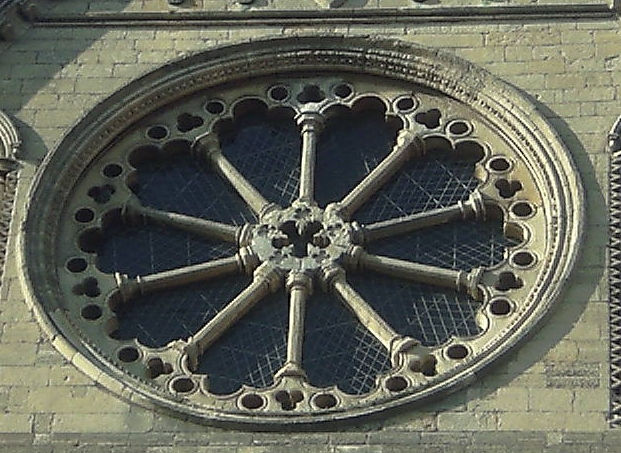
Hjulfönster, Beverley Minster.
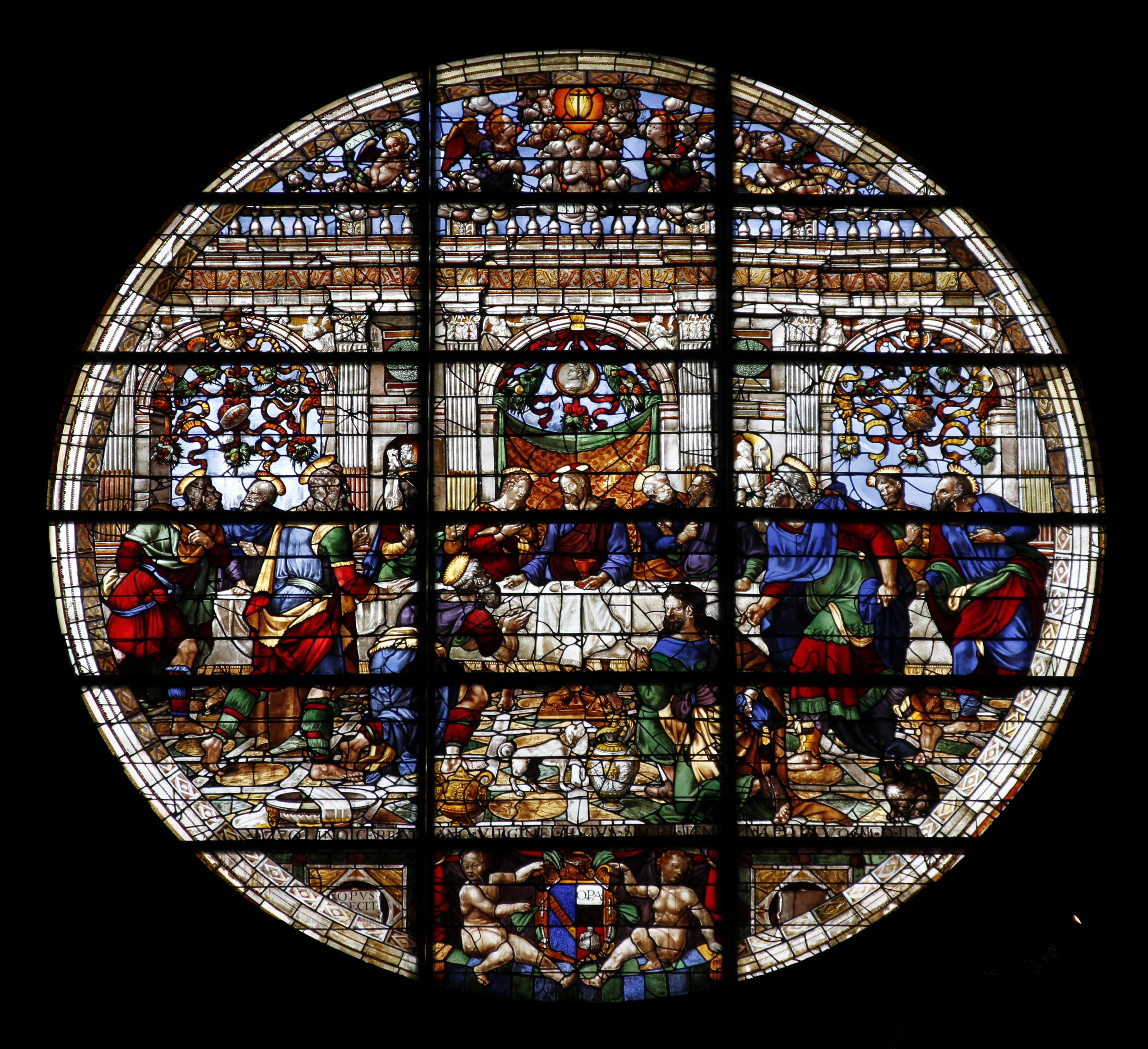
Oculus, katedralen i Siena, Italien.
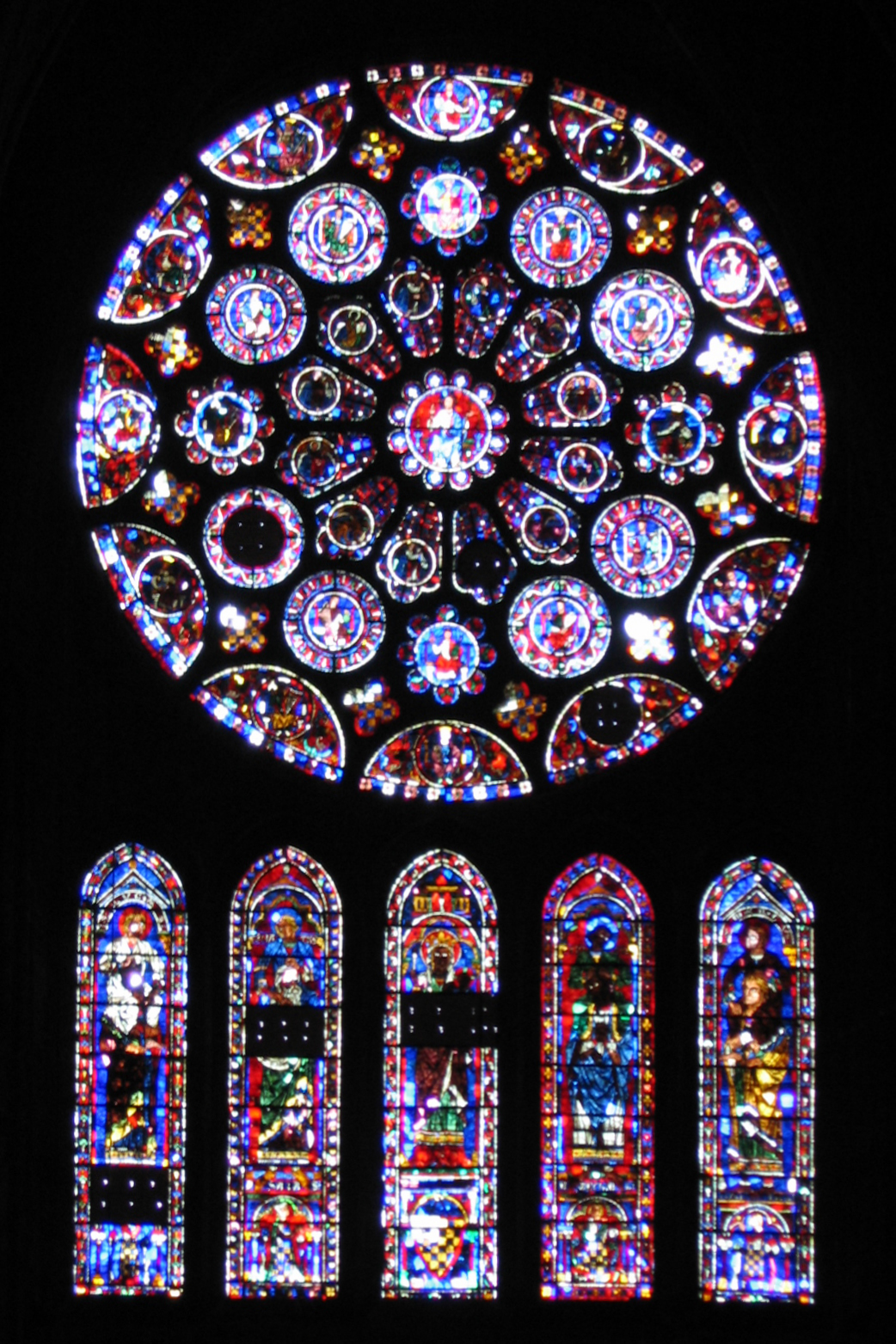
Katedralen i Chartres, Frankrike.
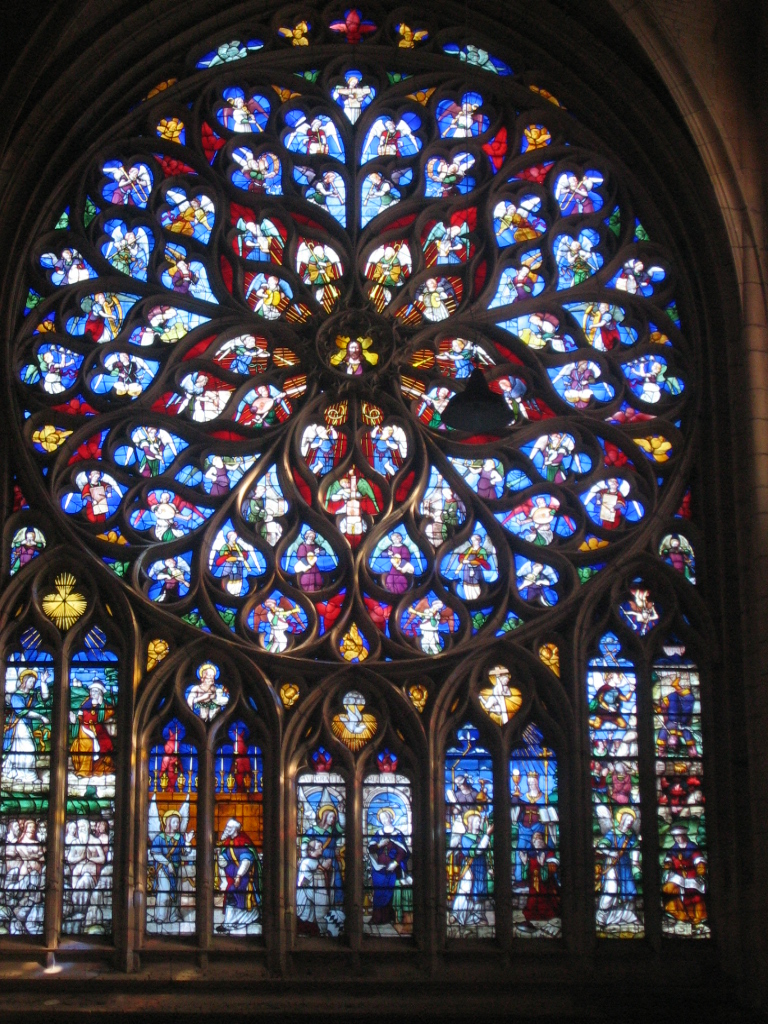
Katedralen i Sens, Frankrike.
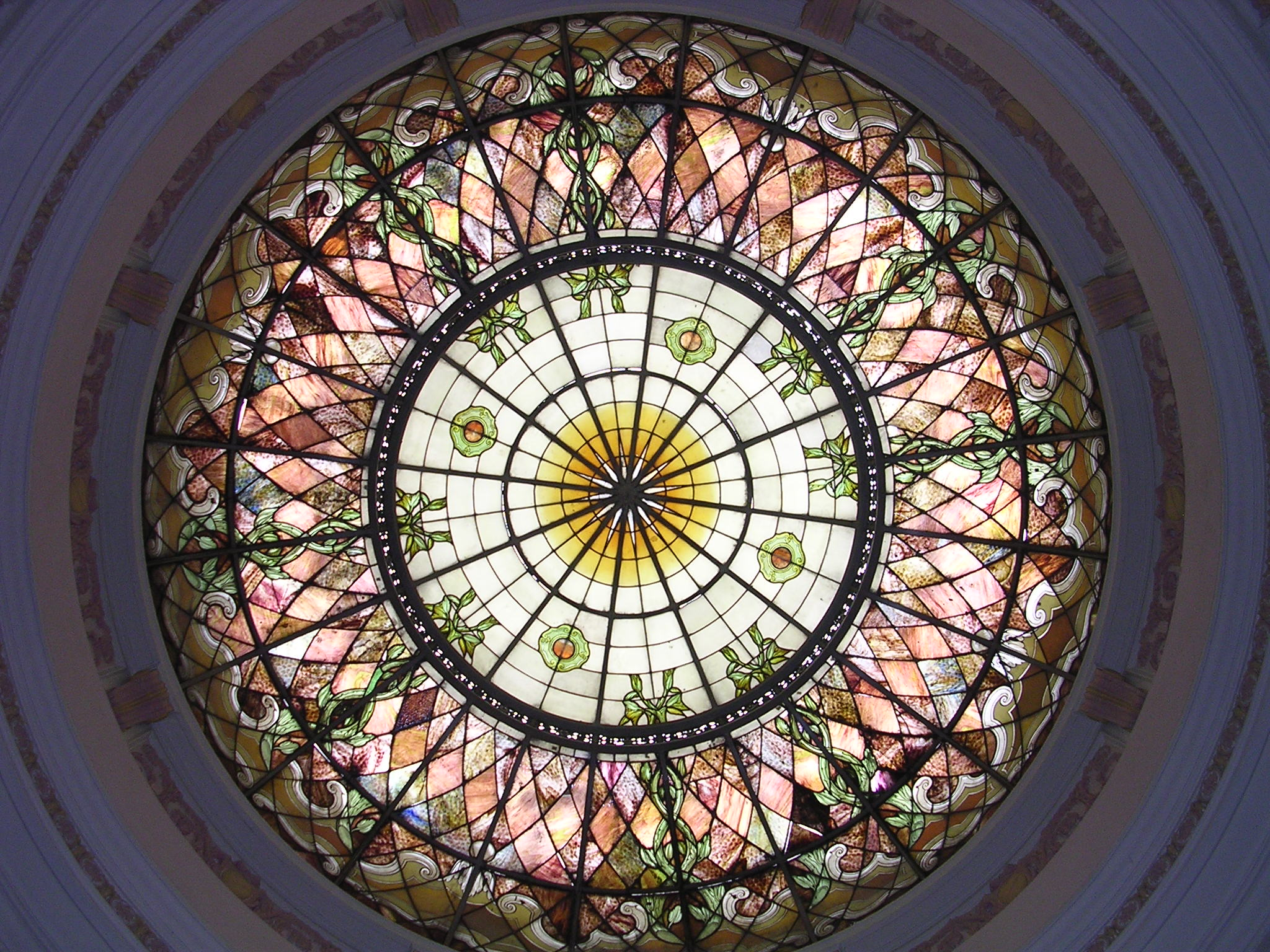
Presidentpalatset i Peru.
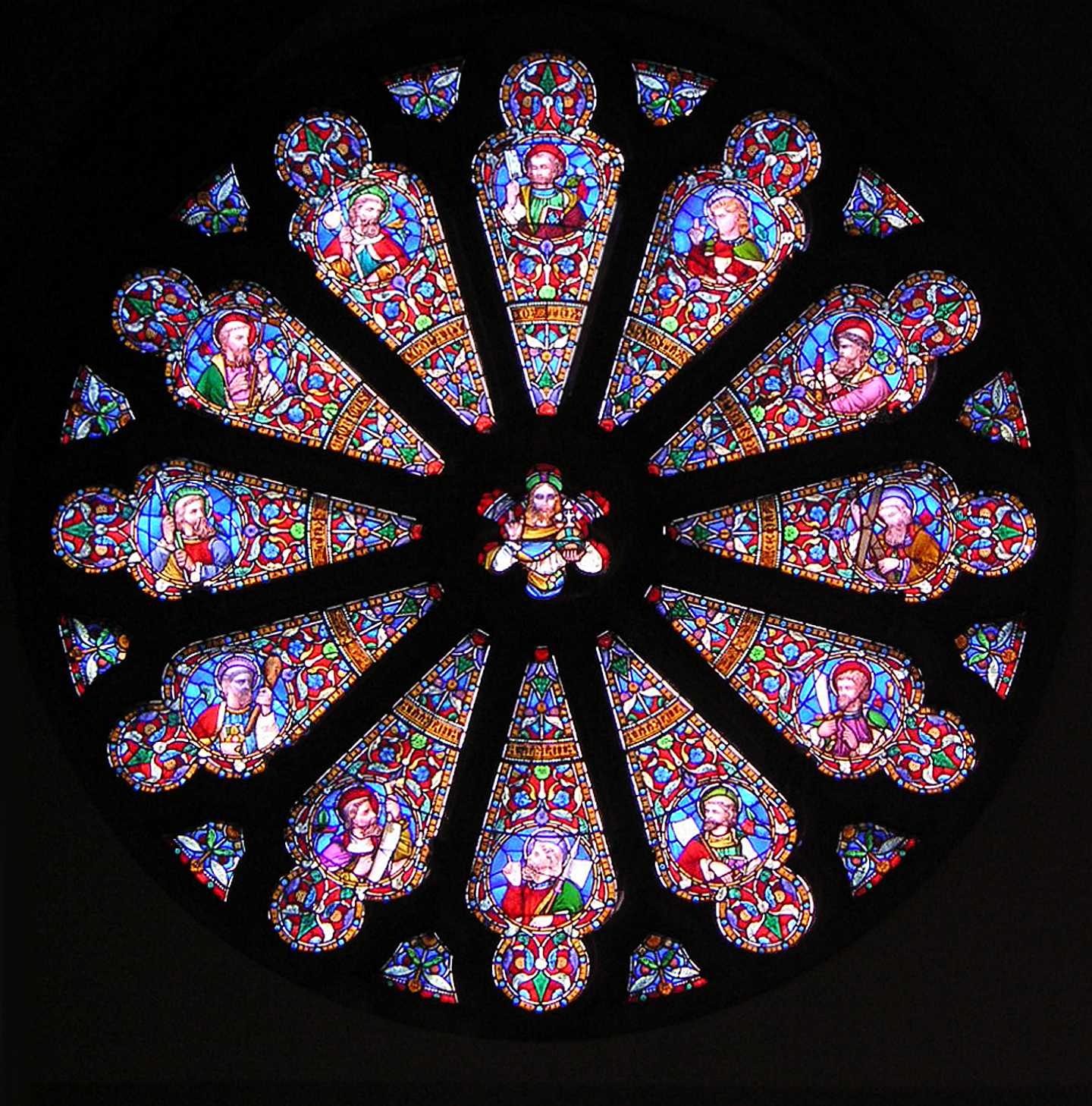
St Nicholas, Richmond, England.
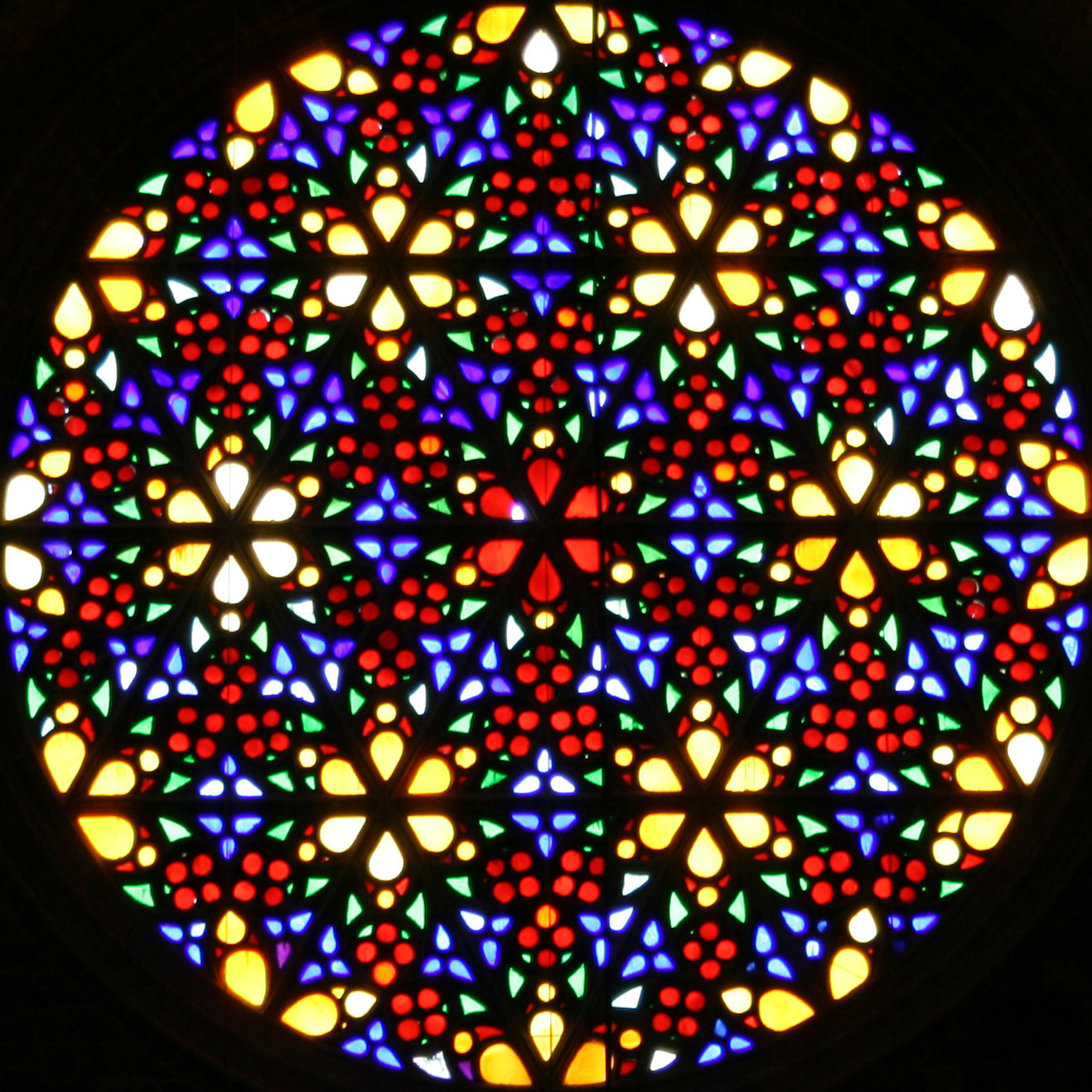
Mallorca, Palma, geometri och blommor i morisk stil.
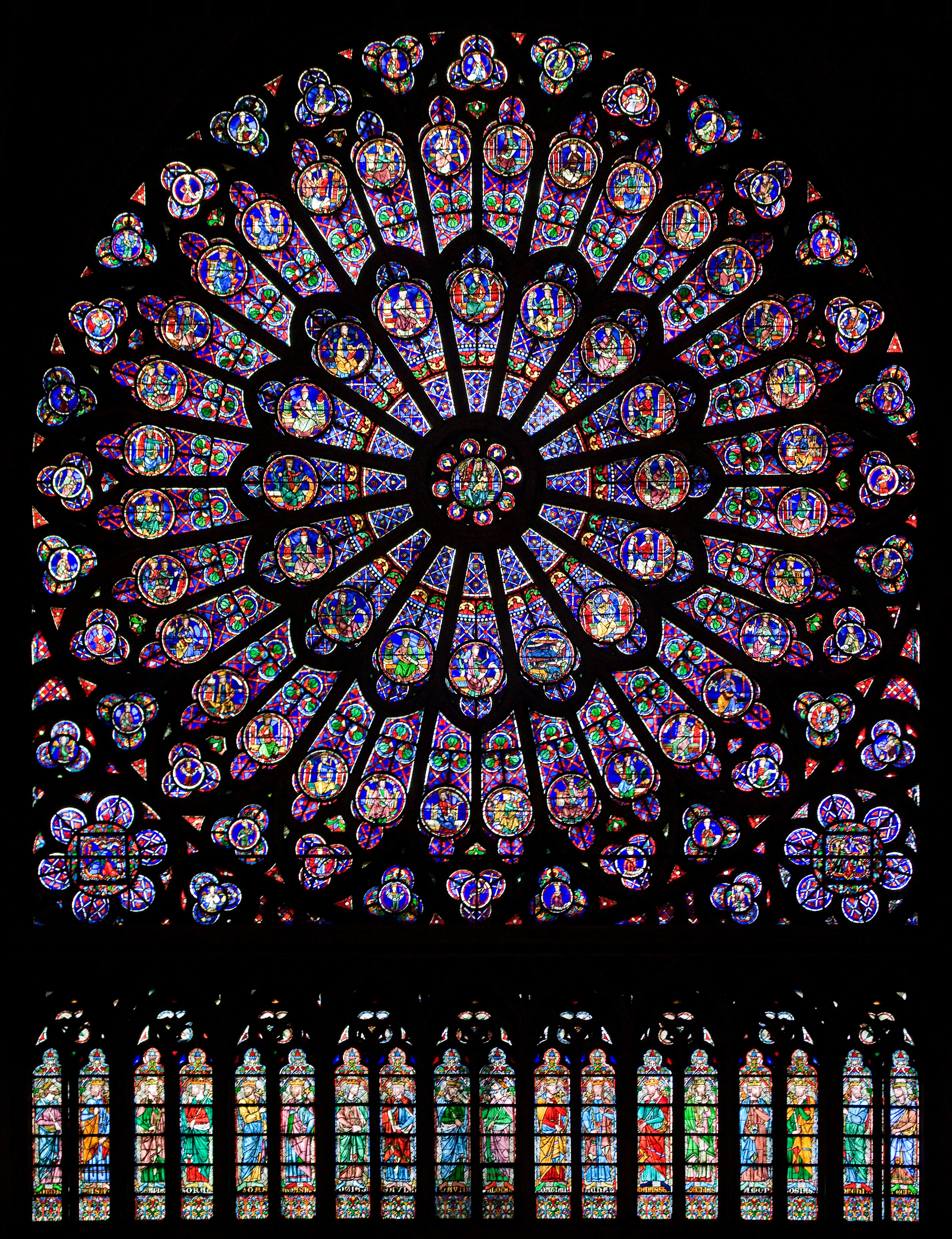
Det norra rosettfönstret i Notre-Dame de Paris, Frankrike.